# Boben
Boben je glasbeni inštrument, na katerega igra bobnar in spada med tolkala, natančneje med membranofona glasbila. Boben se označuje kot instrument brez določljivega tona, kar pa ni popolnoma pravilno, saj ima dobro uglašen boben jasno določljiv glavni ton.
Bobne se navadno povezuje v tolkalsko »baterijo« oz set bobnov. Osnovni set je sestavljen iz malega bobna, nekaj prehodnih bobnov, velikega bobna in činel. V pogovornem jeziku se te izraze redko uporablja, pogostejše so angleške izpeljanke: mali boben - snare (sner) boben, manjši prehodni boben - tom-tom, večji prehodni boben - floor tom, veliki boben - bas boben. Bobne se večinoma igra z lesenimi palicami, občasno pa tudi s karbonskimi. Posebnost je bas boben, ki se ne igra s palicami, temveč s pedalom. Bobni so v glasbi navadno za sprenljavo, kdaj pa so tudi kot glavni inštrument.
Opna na bobnu je navadno iz plastike. V rock skupinah se navadno uporablja večplastne, medtem ko jazz bobnarji navadno uporabljajo tanke in s tem bolj tonično odzivne. Opna ima svoj kovinski okvir, ki se ga umesti med boben in kovinski obroč bobna. Z zategovanjem vijakov se doseže želeni ton. Opne je treba redno menjavati, saj s časom izgubijo prožnost in s tem tudi ton. Najbolj razširjene so opne proizvajalca Remo in Evans.
Nekateri najbolj znanih proizvajalcev bobnov in bobnarske opreme so Tama, Pearl, Gretsch, Yamaha, Sonor, DW in Ludwig. Tudi pri palicah je velika izbira. Vic Firth, Pro-mark, Vater, Ahead, Zildjian, slovenski DynaVox in mnogi drugi ponujajo široko paleto različnih modelov, ki se razlikujejo po materialu in obliki. Kot osnovni model za set pa se najpogosteje opredeljuje model 5A. 

## Vrste bobnov
- Veliki boben
- Mali boben